# Weinmannia pinnata
Weinmannia pinnata är en tvåhjärtbladig växtart som beskrevs av Carl von Linné. Weinmannia pinnata ingår i släktet Weinmannia och familjen Cunoniaceae. Inga underarter finns listade i Catalogue of Life.